# Dos Navigator
Dos Navigator je pokročilý správce souborů pro DOS. Implementací tří dalších typů
virtuálních souborových systémů, Xtree, Briefcase a List-based, DN nastartoval novou generaci správců souborů. Nad ostatní správce vyčníval neobvykle velkým množstvím funkcí či neomezeným množství panelů.
Mimo klasické funkce společné pro většinu tehdejších správců souborů jako Norton Commander či český M602 uměl například rozdělovat soubory při kopírování, jeho textový editor umožňoval upravovat i soubory s velikostí nad 65535 bytů, pracovat s bloky textů, odstavci, vkládat data či znaky z ASCII tabulky nebo aplikovat pokročilé úkony (jako třeba změnu velikosti písmen či řazení) na označený text.
Dále DN disponoval jednoduchým tabulkovým kalkulátorem, vědeckou kalkulačkou, propracovaným terminálem, přehrávačem CD-ROM, podporou OS/2, několika hrami a dalšími funkcemi.

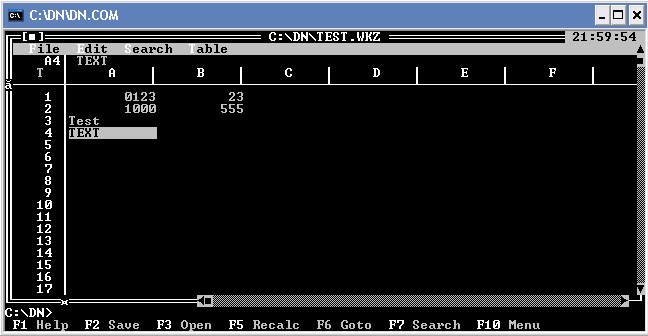
Tabulkový kalkulátor v DOS Navigatoru

Zajímavou vlastností DN byl jakýsi pseudo multitasking. Veškeré jeho nástroje mohly běžet v pozadí, což umožnilo například editovat text, poslouchat hudbu a mít puštěný terminál s BBS. V jednotlivých oknech šlo v přehledném seznamu listovat.

## Historie
Původní verze DN I (v 0.90) byla vydána v roce 1991, napsal ji Stefan Tanurkov, Andrew Zabolotny a Sergey Melnik (všichni z Kišiněva, Moldavsko). Následně byl DN přepsán pomocí TurboVision od Stefana Tanurkova a Dmitrije Dotsenka (Dmitrij rozvíjel DN na Lomonosovově univerzitě). Tyto verze jsou někdy označovány jako DN II.
V roce 1993 Slava Filimonov pozval Stefana, aby se připojil k RitLabs (bývalý RIT SRL) s cílem společně dále vytvářet a vylepšovat DN. Slava také přispěl novými programovými komponenty, designem a bezpočtem optimalizací a zlepšení. Napsal také nový ochranný systém na bázi softwarového klíče, který zůstal neprolomen po téměř 4 roky po jeho zavedení.
DN II byl vyvíjen aktivně až do počátku roku 1995 (do verze 1.35). Počátkem verze 1.37 Slava Filimonov a Ilya Bagdasarov pouze opravovali chyby až do verze 1.39. Následně vývoj opustili a DN dále vyvíjel jen Stefan a nový vývojář Maxim Masiutin.
Od roku 1998 se RitLabs začal přednostně zabývat vývojem nového produktu The Bat!, který skrýval větší komerční potenciál.
Poslední shareware verze byla 1.50. Tehdy, koncem roku 1999 se v RitLabs rozhodli vytvořit Dos Navigator 1.51 zcela zdarma a s volně přístupným kódem.
Na základě zdrojových kódů DN je ve vývoji několik projektů. Například:
Necromancers DOS Navigator
Přidává mimo jiné podporu dlouhých názvů pod Windows, bohatší nabídku video módů, propracovanější tabulkový kalkulátor s více funkcemi a syntaxí bližší Microsoft Excel, kalendář a další vylepšení.